# 黄巾の乱
黄巾の乱（こうきんのらん、簡体字: 黄巾之乱; 繁体字: 黃巾之亂; 拼音: Huángjīn zhī luàn）は、後漢末期の184年（中平元年）に中国において、太平道の信者が教祖の張角を指導者として起こした組織的な農民反乱である。
目印として黄巾と呼ばれる黄色い頭巾を頭に巻いたことからこの名がついた。現代中国では黄巾起義ともいい、小説『三国志演義』では反乱軍を黄巾賊と呼んでいる。五行説では黄色は「土」を表し「火徳」の漢王朝の後を継ぐのは「土徳」の王朝であるという当時の認識があった。
この反乱は後漢の衰退を招き、劉備の蜀、曹操の魏、孫権の呉が鼎立した三国時代に移る一つの契機となった。

## 蜂起
冀州鉅鹿郡の張角は『太平清領書』に基づく道教的な悔過による治病を行った。伝えられるところでは山中で薬草を採ってきたときに、南華老仙に出会い、『済民要術』という天書を授かり、妖術を覚え治病を行い太平道を広めた。それをもって大衆の信心を掌握し、政治色を濃くしていった太平道は、数十万の信徒を36個に分け、一単位を「方」とし軍事組織化していった。そして武装蜂起を計画した張角は、漢王朝の転覆を暗示した「蒼天已死 黄天當立 歳在甲子 天下大吉」（『後漢書』71巻 皇甫嵩朱儁列傳 第61 皇甫嵩伝、蒼天すでに死す、黄天まさに立つべし。歳は甲子に在りて、天下は大いに吉なり）というスローガンを流布し、役所の門などに「甲子」の二文字を書いて呼びかけた。
184年（光和7年、干支年は甲子）、先に荊州・揚州で兵を集めさせていた馬元義を洛陽に送り込み、中常侍の封諝・徐奉等を内応させ3月5日に内と外から蜂起するよう約束したが、張角の弟子の唐周が宦官達に密告したことで蜂起計画が発覚し、馬元義は車裂きにされた。事を重く見た霊帝は三公や司隸に命じ、宮中の衛兵や民衆を調べさせ千人余りを誅殺し、張角捕縛の命を下した。
2月、事がもれた張角は予定より早く諸方に命じ一斉に蜂起し、自らを天公将軍と称し、弟の張宝・張梁をそれぞれ地公、人公将軍とした。安平と甘陵で、張角に呼応した住民が王（安平王劉続・甘陵王劉忠）を捕らえた。
3月、霊帝は何進を大将軍とし将兵を都亭に駐屯させ、八つの関に都尉を置き洛陽を守護させた。皇甫嵩や呂強等の進言によって党錮の禁を解き、官界から追放されていた清流知識人が黄巾軍に合流するのを防ぎ、且つこれを利用した。また宮中の倉の銭と西園の馬を出し人材を募り、盧植を張角がいる冀州方面へ、皇甫嵩と朱儁に豫州潁川方面へと、それぞれ黄巾軍の勢力が強い所へ派遣した。

## 経過

### 豫州・潁川黄巾軍
184年4月、朱儁は潁川にて黄巾軍の波才と激突し敗走する。汝南太守の趙謙は邵陵で黄巾軍に敗北。
5月、皇甫嵩・朱儁は長社に籠城し、それを波才は大軍を持って包囲した。劣勢のなか、皇甫嵩は軍を鼓舞し火計を用いて波才軍を混乱させ長社を討ってでて波才軍を敗走させた。そこにちょうど援軍に来た曹操軍と合流しさらに戦い大いに打ち破り、追撃し陽翟において波才軍を、6月に西華にて彭脱軍をそれぞれ壊滅し、黄巾軍の別働隊を破った王允と共に豫州を平定した。

### 荊州・南陽黄巾軍
184年3月、荊州南陽にて張曼成率いる南陽黄巾軍が蜂起。南陽太守の褚貢を攻め殺した上、自らを「神上使」と称し、宛城に駐屯した。
6月、新しく南陽太守に任命された秦頡は張曼成を攻めこれを斬ったが、南陽黄巾軍は新たに趙弘を指揮官に立てて盛り返し、宛城に籠った。豫州を平定し終えた朱儁は荊州刺史の徐璆・秦頡と合流し宛城を包囲した。
8月、宛城を包囲中に何者かが朱儁更迭を進言しているという噂が流れる。この事態を受け、朱儁は急遽攻撃を開始し趙弘を斬った。趙弘を失った黄巾軍は韓忠を代わりに立て再び宛城に籠ったが、朱儁揮下の孫堅の活躍もあり宛城は落城した。韓忠は脱出し降伏しようとするが朱儁が受け入れず、その後打ち破られた韓忠は秦頡に殺されてしまったため、南陽黄巾軍は新たに孫夏を立て抵抗を続けた。
10月、朱儁は激しく抵抗を続けた孫夏をついに破り南陽黄巾軍を壊滅せしめた。

### 冀州・幽州・張角軍

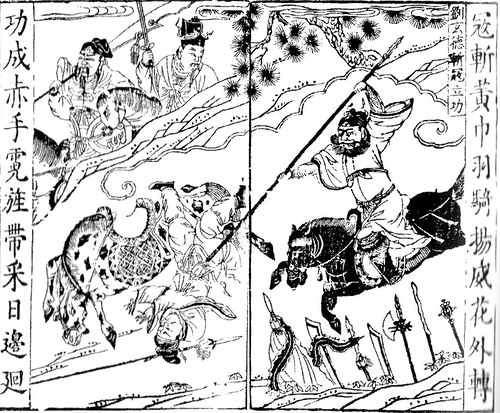
清代の書物の黄巾の乱、劉備関羽張飛の三人

184年4月、広陽の黄巾軍は幽州刺史の郭勲と、広陽太守の劉衛を攻め殺した。
6月、冀州にて黄巾軍に連戦連勝した盧植軍は、張角が広宗に籠城するとそれを包囲し攻め落とそうとした。盧植軍は終始優勢だったが派遣されてきた小黄門の左豊に賄賂を贈らなかったため、恨まれ讒言されて職を解かれてしまう。代わりに董卓が派遣されたが逆に黄巾軍に敗れた。
8月、霊帝は豫州を平定したあと兗州東郡において卜己軍を打ち破った皇甫嵩を冀州に派遣するよう命じた。
10月、皇甫嵩は広宗で黄巾軍を奇襲によって破り張梁を斬った。このときすでに張角は病死していたのでその遺体を引きずり出し晒した。さらに鉅鹿太守の郭典と共に、曲陽にて張宝を打ち破りこれを斬った。これにより指導者を失った黄巾軍は瓦解し、黄巾の乱は収束に向かう。

## その後の影響
しかしながら、張角ら幹部が死去した後も乱の根本的原因である政治腐敗による民衆への苛政が改善されることはなく、黄巾軍の残党はこののちも広範な地域に跋扈し、反乱を繰り返したり、山賊行為や盗賊行為を行っていた。これらの中で楊奉・韓暹に率いられ白波谷に拠った残党は「白波賊」と称されたが、献帝の洛陽帰還の際に後漢に帰順し、皇帝奪還を目論む李傕・郭汜らと交戦した。後に盗賊のことを「白波」と称するのはこれによる。また、河北では張燕の黒山軍が割拠し、青州でも黄巾軍が大流行しており、青州の黄巾軍100万人は中国北部を大いに荒らし公孫瓚に大敗する。
187年、張純が反乱を起こし青州刺史は張純討伐を命じた。討伐軍が平原を通過した時、劉子平は劉備が武勇に優れていると述べて従事に推薦した。劉備は従軍し、田野で敵軍と戦い負傷し、死んだふりをして後から友人に助けられ脱出。軍功で安熹県の尉になった（魚豢「典略」）。
188年（または185年）、益州で黄巾を号する馬相らが挙兵し、益州刺史の郤倹を殺害した。馬相は天子を称したが、賈龍によって討たれた。
192年、兗州刺史の劉岱が戦死。
黄巾軍の勢力が弱かった涼州のような地域でも後漢政府の統制が弱まったため、韓遂らが相次いで無軌道な反乱、自立、抗争を繰り返し、異民族も辺境でしばしば略奪行為をおこなった。このような治安の悪化に備えるため、主に豪族を中心にして村落共同体規模で自衛・自警のための武装を行うものが現れた。
治安の悪化に伴い、知識人を含む多くの民が難を避けて荊州・揚州・益州・交州など江南や四川の辺境地域に移住したことは、これらの地域の文化水準の向上と開発を促し、これらの地域が自立する素地をなしたことは三国時代やその後の南北朝時代の要因となった。
黄巾の乱以後、軍閥的な勢力が多数出現し、これらによる群雄割拠の様相を呈するが、これら軍閥を支えていたのは黄巾の乱により武装化した豪族たちと広汎な地域に拡散した知識人たちであった。